# William Martin Conway
Sir William Martin Conway (Rochester, 12 aprile 1856 – Londra, 17 aprile 1937) è stato un alpinista, esploratore, politico e critico d'arte britannico.

## Biografia
Studiò matematica al Trinity College di Cambridge, dove conobbe e diventò amico di Karl Pearson. Dal 1884 al 1887 fu "Professor of Art" all'Università di Liverpool e dal 1901 al 1904 "Professor of Fine Arts" all'Università di Cambridge. Nel 1895 gli fu concessa l'onorificenza di Knight Bachelor per meriti acquisiti tre anni prima con la mappatura di 5.180 km² della catena montuosa del Karakorum.
Conway era membro dell'Alpine Club britannico, di cui fu presidente dal 1902 al 1904. 
Fece le prime ascensioni nelle Alpi svizzere. Nel 1878 aprì una nuova via sul Zinalrothorn (4.221 m) e nel 1894 fece la prima ascensione della parete est del Galenstock (3.586 m).
Nel 1892, nel corso di una spedizione organizzata dalla Royal Society e dalla Royal Geographical Society compì l'ascensione di una cima secondaria del Baltoro Kangri nel Karakorum, attribuendosi un record d'altitudine di 7.010 metri s.l.m.. In seguito tale altezza fu corretta a 6.804 metri.
Nel 1896-97 esplorò l'interno dell'isola norvegese di Spitsbergen e l'anno successivo esplorò e fece rilievi cartografici delle  Ande boliviane. Scalò le cime Ancohuma (6.427 m), Illampu (6.368 m) e Nevado Illimani (6.462 m, prima ascensione). Tentò anche la scalata dell'Aconcagua, ma si fermò a circa venti metri dalla cima.
Sir Martin Conway si impegnò anche in politica. Nel 1918 fu eletto in Parlamento per il Partito Conservatore e vi rimase fino al 1931, quando fu nominato "Primo Barone Conway di Allington".
Morì il 17 aprile 1937, cinque giorni dopo aver compiuto 81 anni.

## Scritti
- History of the Woodcutters of the Netherlands in the Fifteenth Century, 1884
- Early Flemish Artists, 1887
- The Literary Remains of Albrecht Dürer, 1889
- The Dawn of Art in the Ancient World, 1891
- Climbers' Guide to the Eastern Pennine Alps, 1891
- Climbing and Exploration in the Karakoram Himalayas, 1894[1]
- The Alps from End to End, 1895
- The First Crossing of Spitsbergen, 1897
- The Bolivian Andes, 1901
- Aconcagua and Tierra Del Fuego: A Book of Climbing, Travel and Exploration, 1902
- Early Tuscan Artists, 1902
- No Man's Land, a History of Spitsbergen from its discovery in 1596 ..., 1906[2]
- The Sport of Collecting, 1914
- Mountain Memories, 1920
- Art Treasures of Soviet Russia, 1925
- Giorgione as a Landscape Painter, 1929
- Episodes in a Varied Life, 1932